# Verkkosaari (ö i Södra Savolax, Nyslott, lat 61,94, long 28,49)
Verkkosaari är en ö i Finland. Den ligger i sjön Kotkanjärvi och i kommunen Rantasalmi i den ekonomiska regionen  Nyslotts ekonomiska region  och landskapet Södra Savolax, i den sydöstra delen av landet, 270 km nordost om huvudstaden Helsingfors. Öns area är 0,2 hektar och dess största längd är 90 meter i sydöst-nordvästlig riktning.